# William Laud
William Laud (7 de outubro de 1573 – 10 de janeiro de 1645) foi um líder religioso britânico, e foi o arcebispo da Cantuária de 1633 até sua morte, em 1645. Um dos Alto-Teólogos da Igreja Carolina, ele se opôs a formas radicais de puritanismo. Isto, e seu apoio ao rei Carlos I foram considerados por alguns como as razões para sua decapitação, que foi trazida por 10 artigos específicos de proscrição, no meio da guerra civil inglesa.

## Início de vida
William Laud nasceu na Broad Street, em Reading, Berkshire, de origens relativamente humildes; seu pai, também chamado William, era um comerciante de tecidos rico (um fato sobre o qual Laud permaneceu sensível ao longo de sua carreira). Ele foi batizado na Igreja de São Lourenço, em Reading. Ele foi educado na Reading School e, através de uma Bolsa Branca de Estudos, o Colégio de São João, em Oxford. Laud foi nomeado Fellow do St John, em 1593, ganhando um B.A. em 1594, e um mestrado em 1598. Em 9 de maio de 1601 ele foi eleito membro sênior, e se tornou um inspetor da universidade em 1603.

## Começo no Ministério clerical
Laud foi ordenado em 5 de Abril de 1601. Ele logo ganhou reputação de tendências arminianas e Alto-Igreja, antipatia ao puritanismo, bem como para o brilhantismo intelectual e organizacional. Naquela época, o partido calvinista era forte na Igreja da Inglaterra. Assim, a afirmação de sucessão apostólica de Laud era impopular em muitos quadrantes. Em 1602, Laud defendeu a continuidade eterna visível da Igreja, o que levou o bispo George Abbot a condenar o jovem sacerdote. Laud disse a Jaime I que o Abade acreditava na continuação da Igreja da Inglaterra através de várias seitas heréticas medievais. Em sua tese de BD, Laud defendeu a necessidade absoluta do batismo e que, sem bispos uma igreja não poderia ser uma igreja de verdade. Thomas Holland, outro calvinista e professor de Oxford, afirmou que Laud tinha tomado a maior parte de seus argumentos do padre jesuíta Roberto Belarmino e procurou fomentar a desunião entre a Igreja da Inglaterra e as igrejas protestantes estrangeiras. No entanto, sua cópia Disputationes, de Belarmino, contém suas anotações até 1619, que apoiaram doutrinas calvinistas em questões como a predestinação, defendeu o calvinista ortodoxo Teodoro de Beza contra as críticas de Belarmino e confirmou a doutrina da perseverança dos santos.